# Bombylius agilis
Bombylius agilis är en tvåvingeart som beskrevs av Olivier 1789. Bombylius agilis ingår i släktet Bombylius och familjen svävflugor.
Artens utbredningsområde är Frankrike. Inga underarter finns listade i Catalogue of Life.